# Cincinnati Bengals 2014
La stagione 2014 dei Cincinnati Bengals è stata la 45ª della franchigia nella National Football League, la 47ª complessiva. Con un record di 10-5-1 la squadra si classificò ai playoff per il quarto anno consecutivo ma fu nuovamente eliminata nel turno delle wild card, questa volta da parte degli Indianapolis Colts.

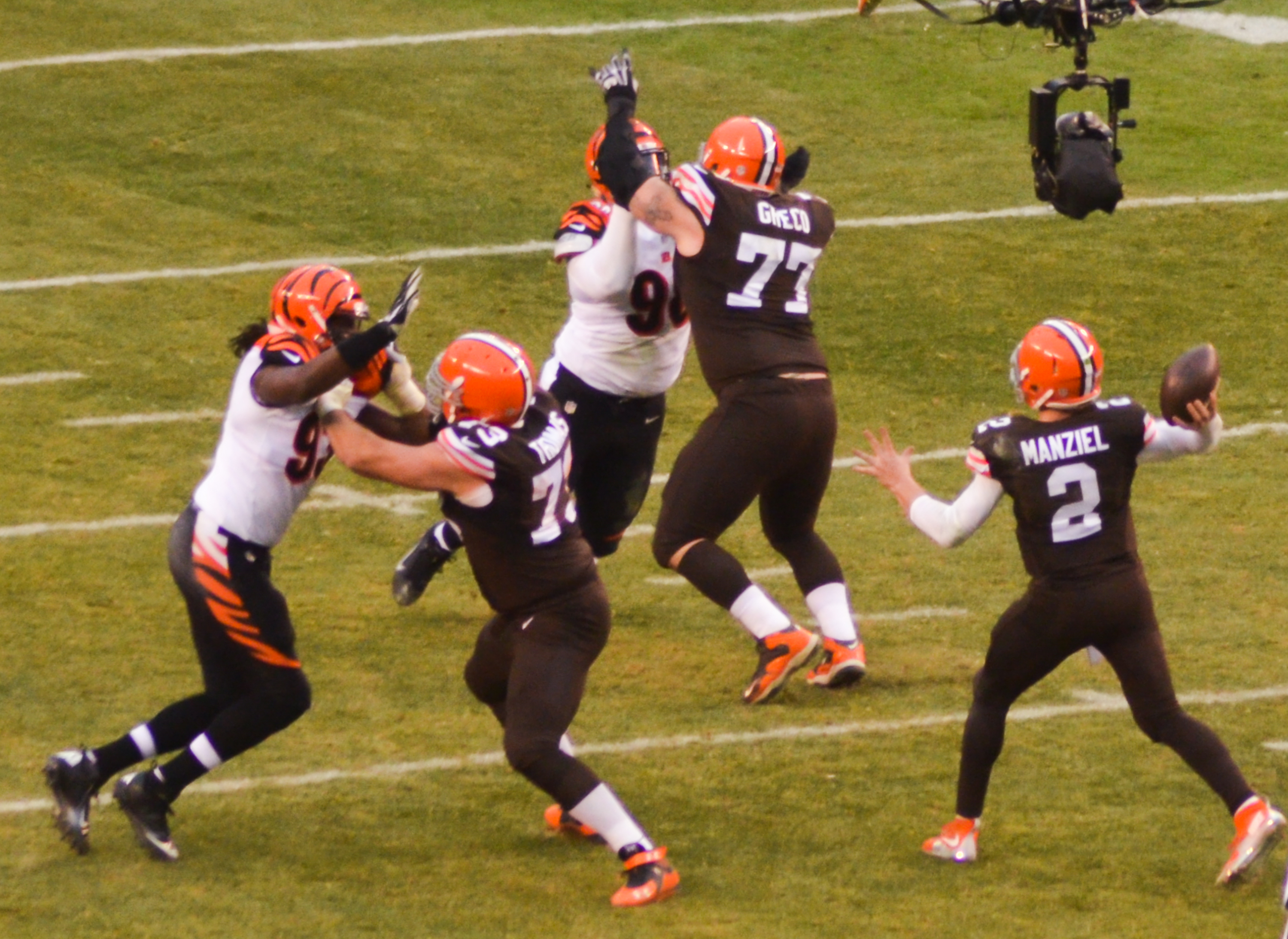
La partita della settimana 15 contro Cleveland

## Roster
| Roster dei Cincinnati Bengals nel 2014 |
| --- |
| Quarterback - 17 Jason Campbell - 14 Andy Dalton - 5 A.J. McCarron Running Back - 25 Giovani Bernard - 33 Rex Burkhead - 32 Jeremy Hill - 30 Cedric Peerman Wide Receiver - 18 A.J. Green - 88 Greg Little - 12 Mohamed Sanu - 11 Dane Sanzenbacher - 19 Brandon Tate - 86 James Wright Tight End - 83 Kevin Brock - 84 Jermaine Gresham - 89 Ryan Hewitt H–B Offensive Linemen - 61 Russell Bodine C - 65 Clint Boling G - 72 Tanner Hawkinson G - 60 T.J. Johnson C - 74 Marshall Newhouse T - 67 Mike Pollak G - 77 Andrew Whitworth T - 73 Eric Winston T - 68 Kevin Zeitler G Defensive Linemen - 97 Geno Atkins DT - 93 Will Clarke DE - 96 Carlos Dunlap DE - 91 Robert Geathers DE - 95 Wallace Gilberry DE - 99 Margus Hunt DE - 94 Domata Peko DT - 75 Devon Still DT - 98 Brandon Thompson DT Linebacker - 56 Chris Carter LB - 53 Marquis Flowers OLB - 52 Nico Johnson LB - 59 Emmanuel Lamur OLB - 58 Rey Maualuga MLB - 57 Vincent Rey MLB Defensive Back - 21 Darqueze Dennard CB - 29 Leon Hall CB - 43 George Iloka SS - 24 Adam Jones CB - 27 Dre Kirkpatrick CB - 37 Chris Lewis-Harris CB - 26 Taylor Mays FS - 20 Reggie Nelson FS - 23 Terence Newman CB - 36 Shawn Williams SS Special Team - 46 Clark Harris LS - 10 Kevin Huber P - 2 Mike Nugent K Lista delle riserve - 85 Tyler Eifert TE (IR-DRF) - 73 Trey Hopkins G (IR) - 55 Vontaze Burfict OLB (IR) - 56 Sean Porter OLB (IR) - 50 J.K. Schaffer LB (IR) - 81 Alex Smith TE (IR) - 82 Marvin Jones WR (IR) - 71 Andre Smith OT (IR) - 51 Jayson DiManche OLB (IR) Squadra di allenamento - 63 Emmett Cleary T - 64 Dan France T - 87 Cobi Hamilton WR - 50 Justin Jackson LB - 76 David King DE - 39 Onterio McCalebb CB - 70 Sam Montgomery DE - 80 Jake Murphy TE - 16 Tevin Reese WR - 34 James Wilder Jr. RB |
| Legenda - I rookie sono in corsivo. - Il primo ruolo è il principale mentre gli eventuali successivi indicano i ruoli secondari. - (IR) sta per Injured Reserve ed indica la lista ristretta per un solo giocatore infortunato che può tornare ad allenarsi dopo la settimana 6 e a rientrare in prima squadra dopo che questa ha giocato 8 partite. - (NF-Inj.) / (NF-Ill.) stanno rispettivamente per Non-Football Injured e Non-Football Illness ed indicano le liste dove viene inserito un giocatore che ha un infortunio o una malattia non dipendente dal football americano. - (PUP) sta per Physically Unable to Perform ed indica la lista dove viene inserito un giocatore mentre è in attesa di recuperare la condizione fisica. Nella stagione regolare dopo la sesta partita giocata dalla propria squadra, il giocatore ha tempo tre settimane per riprendere ad allenarsi, più tre settimane aggiuntive dal suo rientro agli allenamenti per rientrare in prima squadra. |

## Calendario
| Stagione regolare |                    |                         |                    |                    |                         |                    |
| Turno             | Data               | Avversario              | Risultato          | Record             | Pubblico                | Sintesi            |
| 1                 | 7 settembre        | at Baltimore Ravens     | V 23–16            | 1–0                | M&T Bank Stadium        | Recap              |
| 2                 | 14 settembre       | Atlanta Falcons         | V 24–10            | 2–0                | Paul Brown Stadium      | Recap              |
| 3                 | 21 settembre       | Tennessee Titans        | V 33–7             | 3–0                | Paul Brown Stadium      | Recap              |
| 4                 | Settimana di pausa | Settimana di pausa      | Settimana di pausa | Settimana di pausa | Settimana di pausa      | Settimana di pausa |
| 5                 | 5 ottobre          | at New England Patriots | S 17–43            | 3–1                | Gillette Stadium        | Recap              |
| 6                 | 12 ottobre         | Carolina Panthers       | P 37–37 (dts)      | 3–1–1              | Paul Brown Stadium      | Recap              |
| 7                 | 19 ottobre         | at Indianapolis Colts   | S 0–27             | 3–2–1              | Lucas Oil Stadium       | Recap              |
| 8                 | 26 ottobre         | Baltimore Ravens        | V 27–24            | 4–2–1              | Paul Brown Stadium      | Recap              |
| 9                 | 2 novembre         | Jacksonville Jaguars    | V 33–23            | 5–2–1              | Paul Brown Stadium      | Recap              |
| 10                | 6 novembre         | Cleveland Browns        | S 3–24             | 5–3–1              | Paul Brown Stadium      | Recap              |
| 11                | 16 novembre        | at New Orleans Saints   | V 27–10            | 6–3–1              | Mercedes-Benz Superdome | Recap              |
| 12                | 23 novembre        | at Houston Texans       | V 22–13            | 7–3–1              | NRG Stadium             | Recap              |
| 13                | 30 novembre        | at Tampa Bay Buccaneers | V 14–13            | 8–3–1              | Raymond James Stadium   | Recap              |
| 14                | 7 dicembre         | Pittsburgh Steelers     | S 21–42            | 8–4–1              | Paul Brown Stadium      | Recap              |
| 15                | 14 dicembre        | at Cleveland Browns     | V 30–0             | 9–4–1              | FirstEnergy Stadium     | Recap              |
| 16                | 22 dicembre        | Denver Broncos          | V 37–28            | 10–4–1             | Paul Brown Stadium      | Recap              |
| 17                | 28 dicembre        | at Pittsburgh Steelers  | S 17–27            | 10–5–1             | Heinz Field             | Recap              |

Nota: gli avversari della propria division sono in grassetto.

### Playoff
| Playoff   |           |                    |           |        |                    |         |
| Turno     | Data      | Avversario         | Risultato | Record | Pubblico           | Sintesi |
| Wild Card | 4 gennaio | Indianapolis Colts | S 10–26   | 0–1    | Paul Brown Stadium | Recap   |

## Classifiche
| AFC Central Division    |    |   |   |      |     |      |     |     |     |
|                         | V  | S | P | %    | DIV | CONF | PF  | PS  | STR |
| (3) Pittsburgh Steelers | 11 | 5 | 0 | .688 | 4–2 | 9–3  | 436 | 368 | V4  |
| (5) Cincinnati Bengals  | 10 | 5 | 1 | .656 | 3–3 | 7–5  | 365 | 344 | S1  |
| (6) Baltimore Ravens    | 10 | 6 | 0 | .625 | 3–3 | 6–6  | 409 | 302 | V1  |
| Cleveland Browns        | 7  | 9 | 0 | .438 | 2–4 | 4–8  | 299 | 337 | S5  |